# Pingalla midgleyi
Pingalla midgleyi är en fiskart som beskrevs av Allen och Merrick, 1984. Pingalla midgleyi ingår i släktet Pingalla och familjen Terapontidae. IUCN kategoriserar arten globalt som livskraftig. Inga underarter finns listade i Catalogue of Life.